# Günther Weisenborn
Ne doit pas être confondu avec Günther Weissenborn.
Pour les articles homonymes, voir Weissenborn et Weissenborn (homonymie).
Günther Weisenborn, né le 10 juillet 1902 à Velbert (Empire allemand) et mort le 26 mars 1969 à Berlin-Ouest (Allemagne), est un écrivain allemand, combattant dans la résistance allemande contre le nazisme.
Il est particulièrement connu pour sa collaboration avec Bertolt Brecht (tout comme Hanns Eisler et Slátan Dudow) sur sa pièce La Mère. Cependant, en 1933, lorsque l'œuvre tombe en disgrâce par les nazis après avoir été mise à l'index par Joseph Goebbels, il émigre en Argentine. À son retour, en 1937, il devient membre d'un groupe de résistance basé à Berlin qui sera ensuite rebaptisé Orchestre rouge (Rote Kapelle) par l'Abwehr. Il est arrêté en 1942 et condamné à plusieurs années de prison et est libéré en 1945 par les troupes soviétiques.

## Biographie
Günther Weisenborn naît à Velbert et grandit à Opladen (actuellement section de Leverkusen). Au début des années 1920, il travaille en free-lance pour le journal local, l'Opladener Zeitung. Il fréquente les universités de Cologne, Bonn et Berlin, étudiant la germanistique et la médecine. À la fin de ses études, il commence à jouer dans des théâtres locaux en 1927 et, en 1928, devient dramaturge à la Volksbühne de Berlin, où sa pièce anti-guerre, U-Boot S4 est créée le 16 octobre 1928, sur une mise en scène de Leo Reuß. Avec Robert Adolf Stemmle, il co-écrit les paroles de Mann im Beton (« Homme en béton »), la ballade prolétarienne de Walter Gronostay.

### Résistance et prison

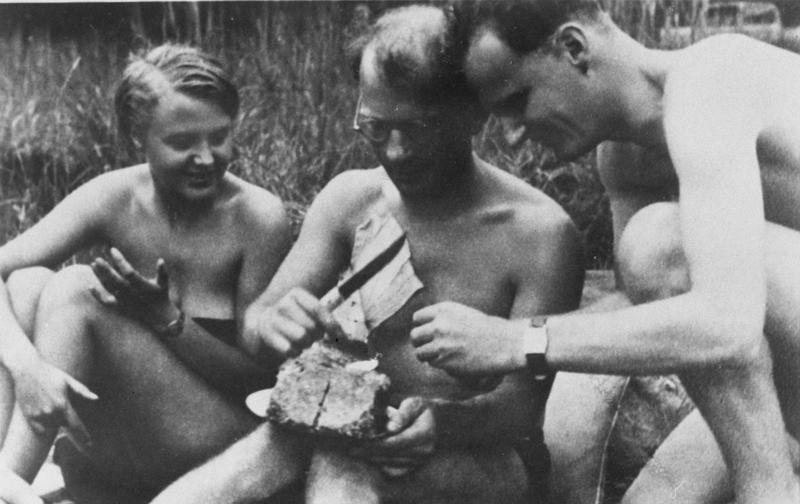
Günther Weisenborn (au milieu) avec Harro Schulze-Boysen et Marta Husemann.

Après la prise du pouvoir par les nazis, les livres de Weisenborn sont interdits, mais il continue à écrire en utilisant les pseudonymes "W. Bohr", "Christian Munk" et "Eberhard Förster". Il émigre aux États-Unis en 1936, mais retourne en Allemagne en 1937 et commence à mener une double vie, travaillant avec l'establishment culturel nazi, tout en travaillant avec le groupe de Résistance, l'Orchestre rouge. Il se marie à Margarete Schnabel (1914-2004), qu'il rencontre en 1939, alors qu'elle vit en colocation avec Libertas et Harro Schulze-Boysen. En 1941, il commence à travailler comme dramaturge au Schillertheater. Selon Weisenborn, l'Orchestre Rouge ("Rote Kapelle"), basé à Berlin, comptait deux cent quatre-vingt-trois membres.
Il est arrêté en septembre 1942 et traduit devant le Reichskriegsgericht, la Haute Cour du Reich en temps de guerre qui jugeait à la fois les militaires et les civils. Günther Weisenborn est accusé de haute trahison et condamné à mort,. Il écrit plus tard qu'il n'a pas vu son avocat avant d'être au tribunal. L'avocat lui a dit : « Je suis votre avocat commis d'office, je connais vos dossiers. Ne vous inquiétez pas inutilement. Vous savez que le pire qui puisse arriver est la condamnation à mort. On se reverra plus tard. ». Le témoignage disculpatoire d'un compagnon de cellule conduit à une réduction de la peine de mort à dix ans d'emprisonnement en forteresse Festungshaft (de). De 1942 à 1943, Weisenborn est emprisonné au quartier général de la Gestapo à Berlin-Kreuzberg avant d'être envoyé en prison à Luckau. Il est libéré par l'Armée rouge du Zuchthaus (prison de travail) à Luckau en avril 1945. L'histoire courte de Weisenborn, Die Aussage est consacrée à ses expériences là-bas, en attente d'exécution.

### Années d'après-guerre
Après avoir été libéré en avril 1945, Weisenborn est brièvement maire par intérim de Langengrassau, près de Luckau. Il retourne ensuite à Berlin-Ouest et fonde le Hebbel Theater avec Karlheinz Martin. De 1945 jusqu'à la fin de 1947, il est également coéditeur et rédacteur en chef de la revue satirique Ulenspiegel avec Herbert Sandberg pour la partie artistique. Weisenborn cofonde également le Studio 46, qui crée sa pièce, Die Illegalen, un drame sur ses expériences dans la Résistance allemande.
De plus, en 1947, Weisenborn, Adolf Grimme et Greta Kuckhoff intentent une action en justice contre le procureur en chef contre l'Orchestre rouge, Manfred Roeder. Le procureur de l'État à Lüneburg a retardé le procès jusqu'à la fin des années 1960, date à laquelle il a été abandonné.
De 1951 à 1953, Weisenborn est dramaturge en chef au Kammerspiele de Hambourg. En 1953, il publie son livre, Der lautlose Aufstand (La rébellion silencieuse), le premier rapport complet documentant la Résistance allemande. Des tournées de conférences l'ont conduit en Asie (Birmanie, République populaire de Chine, Inde et Union soviétique), ainsi qu'à Londres, Paris, Prague et Varsovie. Weisenborn s'implique de plus en plus en tant que pacifiste contre le réarmement de l'Allemagne de l'Ouest et met en garde contre la menace atomiquet. En 1955, il écrit le scénario du film de Falk Harnack, Le 20 Juillet (ou Le Complot pour assassiner Hitler, Der 20. Juli), pour lequel il reçoit le Prix du cinéma allemand en argent.
En 1955, Weisenborn crée le Silbernes Blatt, l'un des deux prix décernés par le Dramatiker Union. Attribué exclusivement aux non-membres, ce prix honorifique est décerné à des personnes qui ont particulièrement soutenu et nourri des œuvres dramatiques contemporaines.
Ses travaux cinématographiques ultérieurs comprennent des documentaires sur la résistance allemande au Troisième Reich et le scénario de l'L'Opéra de quat'sous de Bertolt Brecht. Weisenborn déménage à Berlin-Ouest en 1964.

## Récompenses et reconnaissance
Weisenborn est président de la Schutzverbandes deutscher Autoren ("Association des auteurs allemands"), membre de l'Académie libre des arts de Hambourg, de l'Académie allemande des arts du spectacle, puis avec des bureaux à Francfort-sur-le-Main, membre correspondant de l'Akademie der Künste à Berlin, alors située à Berlin-Est, du PEN Club Allemagne et la société des écrivains européens, "Comes". Il a reçu le prix de l'Académie des Hespérides.
La ville de sa naissance, Velbert, a une rue qui porte son nom, tout comme Leverkusen.

## Œuvres
- U-Boot S4, drame (1928)
- Barbaren, roman (1931)

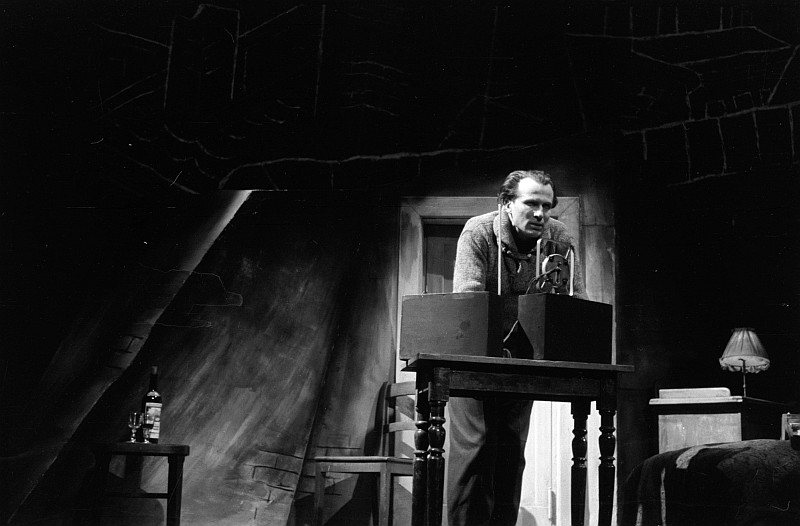
Die Illegalen a été créé le 21 mars 1946 au Hebbel Theater de Berlin (photo : Ernst Wilhelm Borchert).

- Die Neuberin, pièce de théâtre (1934), avec Eberhard Keindorff
- Das Mädchen von Fanö, roman (1935); film (1941)
- Die Furie, roman (1937)
- Ahnung, poème (1942), écrit au Zuchthaus Moabit
- Die Illegalen, drame de et sur la Résistance allemande (1946)
- Die Aussage, nouvelle (1947)
- Vorrede für die Nachgeborenen (1947)
- Memorial, autobiographie (1948)
- Zwei Männer (1949, publié dans Tausend Gramm, édité par Wolfgang Weyrauch
- Drei ehrenwerte Herren (1951)
- Der lautlose Aufstand (1953), sur la Résistance allemande, d'après les matériaux recueillis par Ricarda Huch ; deuxième édition dupliquée et augmentée (1954); Édition française : Une Allemagne contre Hitler (2000)
- Der dritte Blick (1956)
- Der Verfolger (1961)
- Am Yangtse steht ein Riese auf. Notizbuch aus Chine (1961)
- Der gespaltene Horizont. Niederschriften eines Außenseiters (1965)
- Ein gleichgültiger Mittwoch (1967)
- Wenn wir endlich frei sind: Briefe, Lieder, Kassiber 1942–1943, écrit avec sa femme, Joy Weisenborn (2008)

### Scénarios
- 1941 : Das Mädchen von Fanö de Hans Schweikart (d'après le roman)
- 1951 : L'Inconnue des cinq cités (non crédité, scénario du segment « Berlin » réalisé par Wolfgang Staudte)
- 1955 : Le 20 Juillet (Der 20. Juli) de Falk Harnack
- 1960 : 15 Schnüre Geld (téléfilm, adaptation)
- 1963 : Twee engelsen op bezoek (téléfilm)
- 1963 : L'Opéra de quat'sous (Die Dreigroschenoper) de Wolfgang Staudte (adaptation)
- 1967 : Zwei Engel steigen aus (téléfilm, scénariste)
- 1968 : Flachsmann als Erzieher de Rolf von Sydow (télépièce)
- 1969 : Viisitoista narua rahaa de Jaakko Pakkasvirta (téléfilm, d'après la pièce de théâtre Fünfzehn Schnüre Geld)
- 1974 : Der Verfolger (téléfilm, d'après le roman)
- 2017 : Die Guten Feinde de Christian Weisenborn (documentaire)

### Dans la fiction
- 1981 : Lili Marleen de Rainer Werner Fassbinder : dans une courte apparition, le réalisateur joue lui-même le rôle de Günther Weisenborn (non crédité).